# رافاييل بيريز إسترادا
رافاييل بيريز إسترادا (بالإسبانية: Rafael Pérez Estrada)‏ هو شاعر إسباني، ولد في 16 فبراير 1934 في مالقة في إسبانيا، وتوفي بنفس المكان في 22 مايو 2000 بسبب سرطان.